# Hertha Wambacher
Hertha Wambacher (Viena, 9 de marzo de 1903 – id., 25 de abril dle 1950) fue una física austriaca.
Tras graduarse en el instituto femenino de Rahlgasse en 1922 se matriculó en la Universidad de Viena, donde estudió química y física. Su directora de tesis fue Marietta Blau, con quien continuó colaborando después de obtener su doctorado en 1932. Investigaron el uso de emulsiones fotográficas para detectar partículas ionizantes. Por sus actividades en el Instituto de Investigación de Radio de la Academia Austríaca de Ciencias, Blau y Wambacher recibieron el Premio Haitinger en 1936 y el Premio Lieben en 1937.
También en 1937, descubrieron en placas fotográficas expuestas a la radiación cósmica a una altitud de 2300m las "estrellas de fragmentación", o las estelas en forma de estrella impresas por partículas cósmicas a través de la espalación con los núcleos atómicos de la emulsión fotográfica.
Después de que Blau, que provenía de una familia judía, tuviera que abandonar Viena en 1938, Hertha Wambacher siguió trabajando en la identificación de partículas resultantes de reacciones nucleares entre la radiación cósmica y los componentes de la emulsión fotográfica. En 1940 obtuvo una cátedra universitaria y enseñó en la Universidad de Viena.
En 1945 fue expulsada de la Universidad por haber sido miembro del NSDAP, lo que había tenido lugar de manera informal en 1934 y luego fue registrada oficialmente en 1938.  Wambacher fue deportada a Rusia, para luego regresar a casa en 1946. Enferma de cáncer, continuó trabajando en un laboratorio de investigación en Viena.
Wambacher fue enterrada en el cementerio de Hadersdorf-Weidlingau.  Su tumba permaneció abandonada.
En 1950, Erwin Schrödinger la propuso para el Premio Nobel de Física. 